# Шнурки

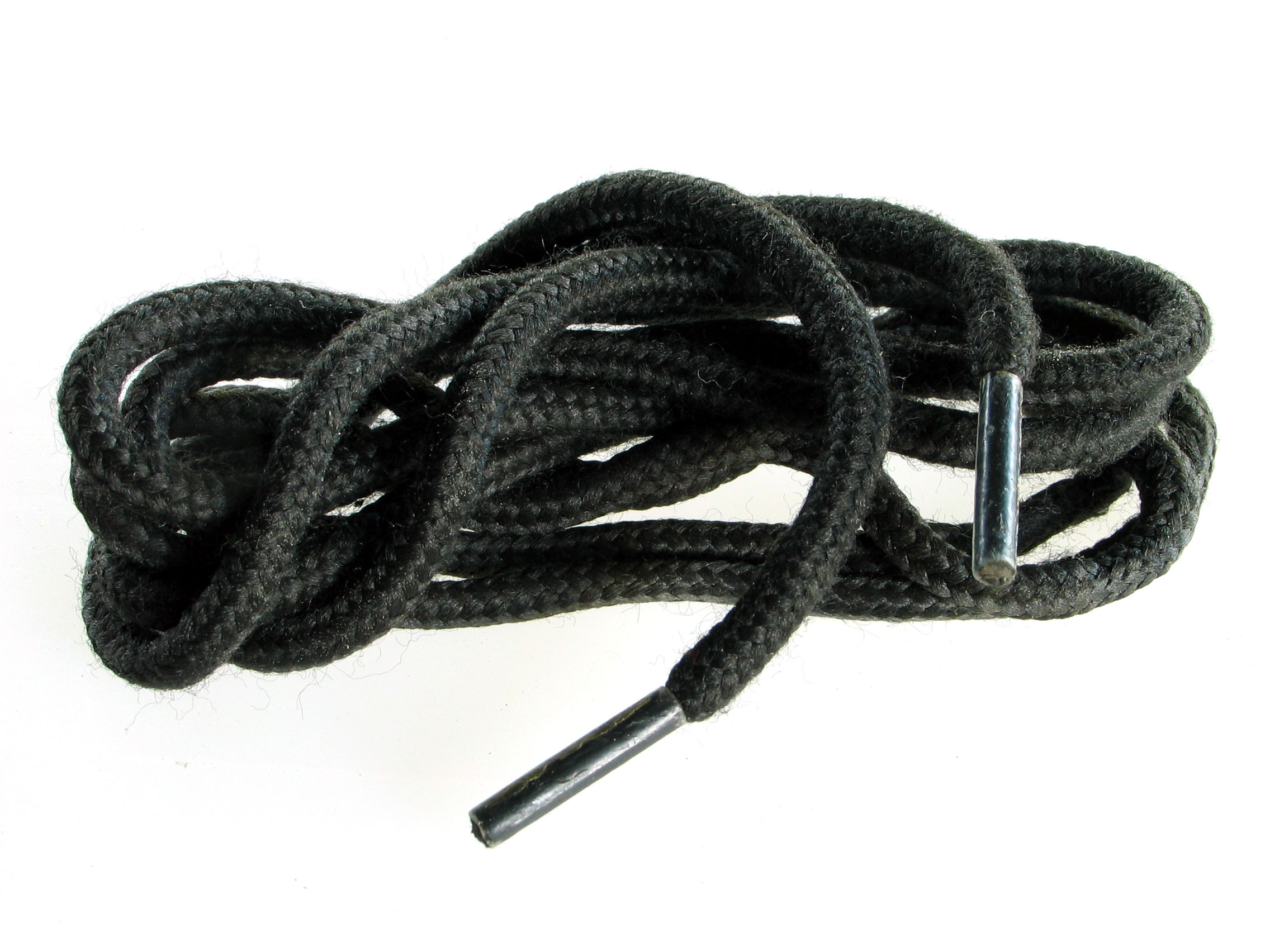
Чёрные шнурки круглого сечения с эглетами

Шнурки́ (от нем. snuor — «шнур; бечёвка; верёвка») — отрезки тонкого шнура определённой длины, продеваемые через специальные отверстия (обычно с люверсами) в обуви и служащие для удержания её на стопе.
Современные шнурки, как правило, подразумевают наличие специальных наконечников — эглетов. В развязанном состоянии шнурки позволяют свободно вынимать ногу из обуви, а после затягивания и завязывания фиксируют обувь на стопе человека. Шнурки снискали популярность лишь в XX веке. До этого в ходу была обувь без шнурков либо с различными пряжками или пуговицами в качестве фиксирующих элементов. Тем не менее, шнурки использовали с глубокой древности, например, чтобы надёжно удержать на ноге сандалии или обувь типа мокасин.

## История
Первые упоминания о шнурках были ещё в XIII веке. Тогда шнурки применяли для шнуровки одежды не как обычную верёвку, а с дополнительными наконечниками в виде конуса. Уже в XV веке знаменитый мореплаватель Христофор Колумб успешно менял медные наконечники со шнурков и сами шнурки на слитки из золота. Только почти через 5 веков с момента изобретения шнурков ими начали фиксировать обувь. Имя изобретателя осталось неизвестным, но известна точная дата и место, когда и где этот аксессуар был признан необходимым, — конец XVIII века, 27 марта 1790 года, Англия. Это была средней длины верёвочка с металлическими наконечниками на двух концах, что не давало ей растрепаться и способствовало лёгкому продеванию шнурков в отверстия на верхней части обуви. До этого использовали пряжки для стягивания стенок обуви и их фиксации.

## Виды шнурков

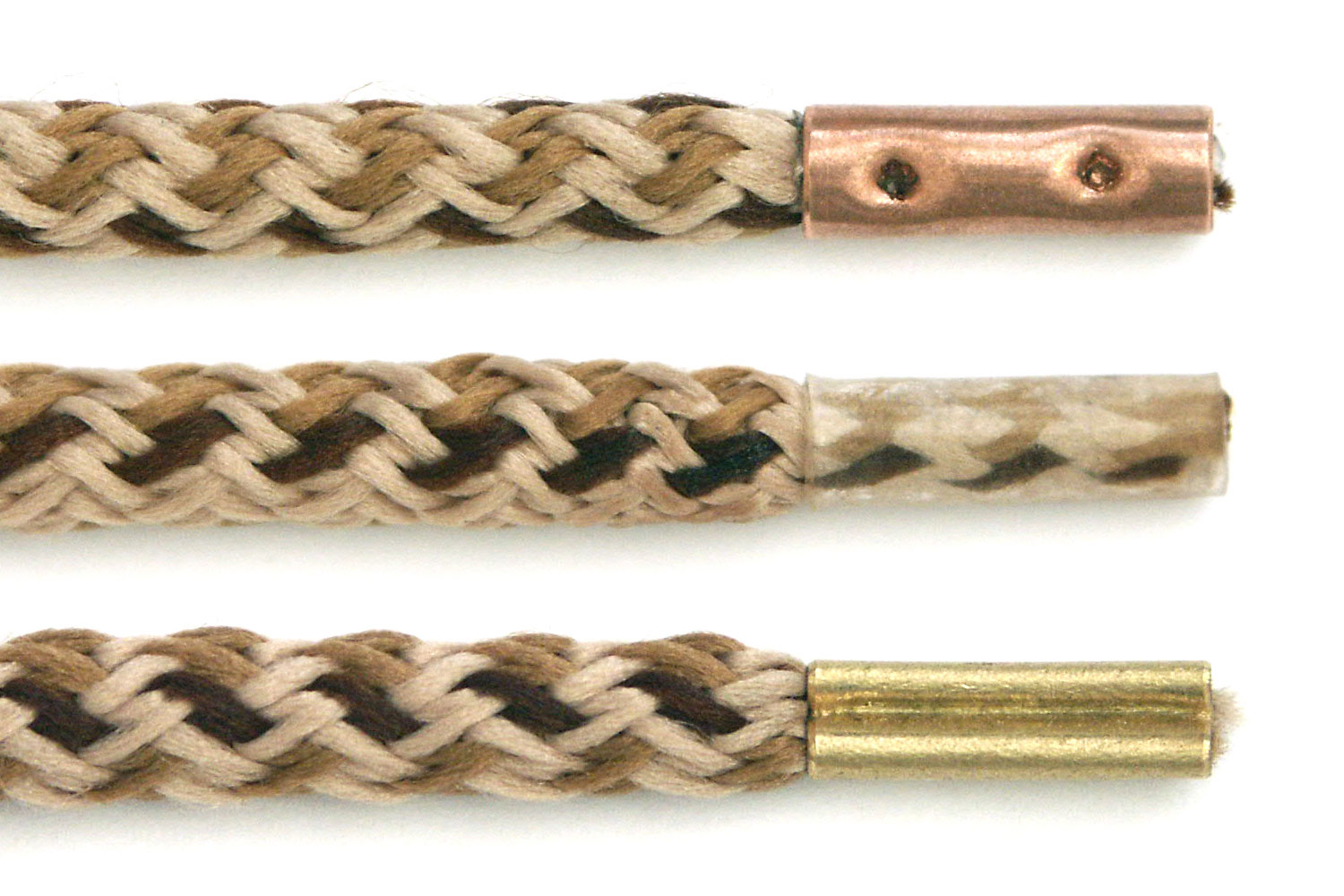

Шнурки делают из различных видов лыка, кожи, хлопка, пеньки, джута и других материалов, применяемых при изготовлении верёвок. Шнурки часто изготовляют из синтетических волокон, имеющих большую прочность и стойкость к истиранию. Такие шнурки выглядят лучше и служат дольше, но чаще развязываются, будучи более скользкими по сравнению со шнурками из традиционных материалов.
Существуют шнурки с круглым и плоским сечением.
Концы шнурков обычно обжимают в специальные наконечники (на производстве чаще называемые «набалдашниками», «ошнуровкой», иначе — «эглетами»), металлические или пластиковые, для того, чтобы облегчить продевание шнурков в отверстия в обуви и предохранить концы шнурков от размохрения.

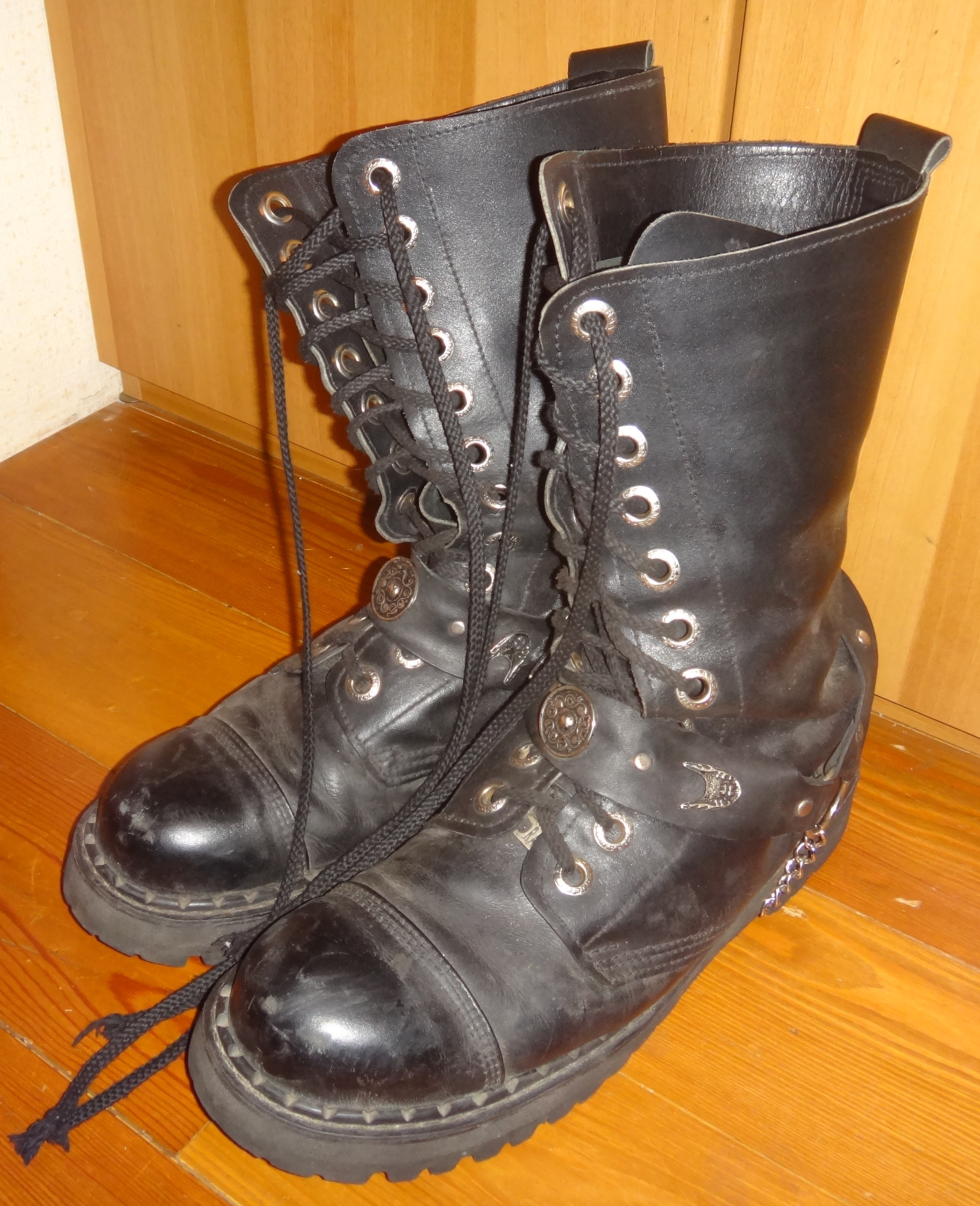
Рокерские берцы с 12 парами отверстий. Длина шнурков может превышать 2 метра. На фото видно, что на концах шнурков отсутствуют эглеты, а посему во избежание распутывания на концах завязаны узлы

## Виды шнуровок

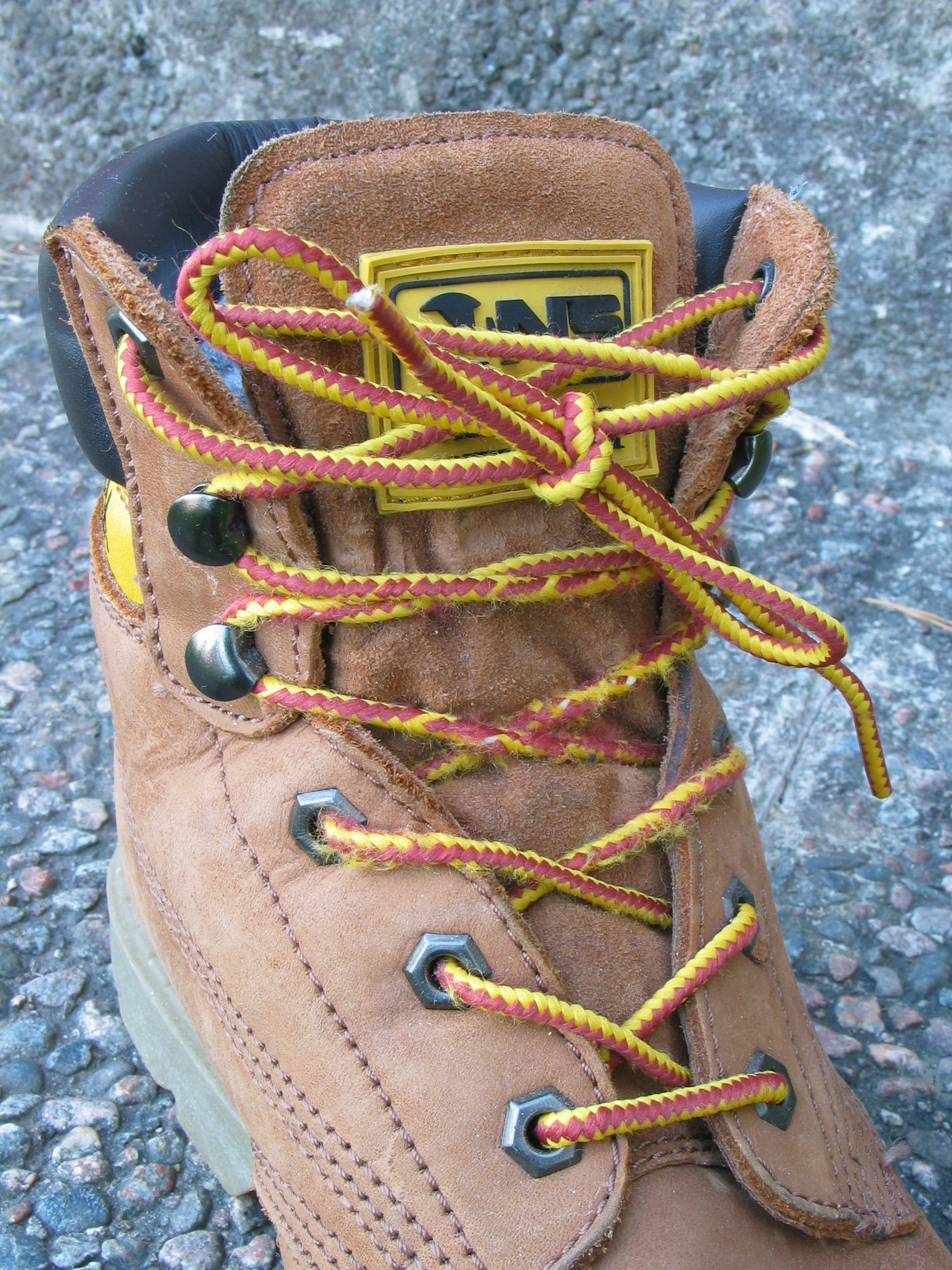
Ботинок с завязанными шнурками

Шнуровка — последовательность, в которой шнурки продевают через отверстия в обуви. Геометрически существуют почти 2 триллиона возможных шнуровок для обуви с 12 парами отверстий.
Наиболее распространённый вид шнуровки — «ёлочкой» является одним из самых эффективных. Существует также множество декоративных шнуровок. Такие как: решётка, железная дорога, двойное скрещивание, молния, шахматка и многие другие.

## Исследования
Группа инженеров из калифорнийского университета в Беркли объяснила, почему шнурки развязываются сами во время ходьбы или бега. Они поставили эксперимент, который наглядно продемонстрировал, что во время бега удары ноги о землю ослабляют узел, а сила инерции тянет петли в разные стороны, в результате чего шнурки развязываются.